# Sada Williams
Sada Williams, född 1 december 1997, är en barbadisk kortdistanslöpare som främst tävlar på 200 och 400 meter.

## Karriär
I juli 2022 vid VM i Eugene tog Williams brons på 400 meter efter ett lopp på 49,75 sekunder, vilket blev en förbättring av sitt eget nationsrekord.

## Personliga rekord
| Utomhus - 100 meter – 11,66 (St. Michael, 25 februari 2017) - 200 meter – 22,61 (St. Michael, 18 mars 2016) 0NR0 - 400 meter – 49,75 (Eugene, 22 juli 2022) 0NR0 | Inomhus - 400 meter – 52,28 (Fayetteville, 11 februari 2022) 0NR0 |